# Nina Schebalina
Nina Schebalina (russisch Нина Шебалина; * 12. Mai 1945) ist eine ehemalige sowjetische Skilangläuferin.
Schebalina, die für die Spartak Leningrad startete, gewann bei den Lahti Ski Games in den Jahren 1969 und 1971 jeweils den 10-km-Lauf und mit der Staffel. Zudem errang sie dabei im Jahr 1968 den dritten Platz mit der Staffel. Bei ihrer einzigen Olympiateilnahme 1972 in Sapporo lief sie auf den zehnten Platz über 10 km. Bei sowjetischen Meisterschaften wurde sie im Jahr 1970 Meisterin über 5 km. Außerdem errang sie bei den sowjetischen Meisterschaften fünfmal den zweiten und viermal den dritten Platz.